# 吳煦
吳煦（1809年—1873年），字晓帆，又字晓舫，晚清浙江錢塘（今杭州）人，監生出身。

## 生平
吴煦在1828年～1860年先後於浙江、江蘇任幕僚、知縣、監督江海關等職。也曾經是慈禧太后的英語教師，1860年任苏松太常道道台，奉署巡抚薛焕命令，向英美法借洋兵，抵抗太平军。他和杨坊密商，由华尔组织洋枪队，引英法军队进上海城，阻击太平军。1862年太平军再度进攻上海时，又协助淮軍对太平军作战。升任江蘇布政使，后被以貪污公款、中饱私囊為由革职。
吴煦为官期间，有收集档案、保留往来书信的习惯。1953年，他遗留的文献资料在杭州重新被“發現”，称之《吳煦檔案》。包括太平軍攻上海時之淮軍與常勝軍成立之珍貴史料數萬件。现为国家一级文物。